# Adriana Espinosa de los Monteros
Adriana María Guadalupe Espinosa de Los Monteros García (Ciudad de México; 11 de diciembre de 1972) es una política mexicana, abogada y maestra en Alta dirección; afiliada al partido Morena. Actualmente es Diputada local en la II Legislatura del Congreso de la Ciudad de México para el periodo 2021-2024.

## Primeros años
Adriana Espinosa de Los Monteros nació en la Ciudad de México, el 11 de diciembre del 1972. Estudió la Licenciatura en Derecho en la Universidad Nacional Autónoma de México y tiene un posgrado en  Alta dirección por la Universidad Nacional Autónoma de México.

## Carrera Política y Administración Pública
Se ha desempeñado como militante de Izquierda y luchadora social desde 1995. Fue Congresista Nacional en 2001;Representante Federal de 2005-2006. Fungió como Secretaria de Formación Política de Izquierda en 2009-2012 y perteneció a la Comisión de Morena en 2016-2017.
En la Administración Pública se ha desempeñado como Líder Coordinador de Proyectos en el Instituto de las Mujeres del Distrito Federal (Actual CDMX) 2001-2003, y Líder Coordinador de Proyectos en el Instituto Electoral de la CDMX 2007-2008.
Posteriormente ocupó el cargo de Presidenta de Unidos por el Bienestar Social A.C. 2007-2017   

## Diputación Federal
El 1 de julio de 2018 fue elegida Diputada de mayoría relativa por el Distrito 9 Federal, por la coalición Juntos Haremos Historia. En la LXIV Legislatura del Congreso de la Unión de México. El 6 de junio de 2018 fue electa diputada por el distrito 8 Local de la Ciudad de México por la coalición Juntos Hacemos Historia.